# Axis & Allies
Axis & Allies ist ein Spiel, das im weiteren Sinne zu den Konfliktsimulationsspielen gehört.

## Editionsgeschichte
Als Brettspiel wurde Axis and Allies von Lawrence H. Harris ursprünglich unter dem Arbeitstitel "1942" entwickelt und wird seit 1981 in verschiedenen Versionen publiziert. Der kleine Publisher Nova Game Designs veröffentlichte im Jahr 1981 das Spiel auf dem amerikanischen Markt als Axis and Allies. Nachdem die Rechte an Axis & Allies zurückgekauft wurden, erschien das Spiel drei Jahre später bei Milton Bradley. Bei MB-Spiele folgten 1987 und 1991 zwei überarbeitete Versionen des Spiels, welche vor allem in den Vereinigten Staaten kommerziell sehr erfolgreich waren. Die ersten drei Versionen des Spiels sind heute bei Spielern als A&A Classic Varianten bekannt. Im Jahre 2004 kam eine neue Edition mit dem Namen "Axis & Allies Revised" unter dem Hasbro-Label Avalon Hill auf den Markt. Der direkte Nachfolger dieser Version ist seit 2012 die Second Edition mit dem Namen "Axis & Allies 1942: Second Edition", die zeitgleich mit der an Gelegenheitsspieler angepassten, vereinfachten Version "Axis & Allies 1941" auf den Markt kam.
PC-Umsetzungen
1. 1998: Umsetzung von Hasbro Entertainment als „Axis & Allies“ und „Axis & Allies Iron Blitz“
2. 2004: Umsetzung von Atari Inc. „WWII Axis & Allies“ – dieses Spiel ist eine Mischung aus Runden- und Echtzeitstrategie
3. 2005: Umsetzung ist eine Open-Source-Entwicklung: „TripleA“ bzw. „AAA“, ein Klon von Hasbros „Axis & Allies“
4. 2021: Umsetzung von BeamDog "Axis and Allies 1942: Second Edition"

## Aufbau und Kurzbeschreibung
Die Spielszenerie ist die Welt während des Zweiten Weltkrieges im Frühjahr des Jahres 1942. Zu diesem Zeitpunkt hatte das Deutsche Reich seine größte territoriale Ausdehnung erreicht. Die unterschiedlichen Spielfiguren symbolisieren die an den Kriegshandlungen beteiligten Nationen.
Der Spielablauf selbst besteht darin, ausgehend von dieser Grundkonstellation, mit den fünf beteiligten Nationen Deutschland, Japan, Großbritannien, den USA und der Sowjetunion den Krieg zu Ende zu führen. Dies geschieht mit Hilfe eines komplexen Regelwerkes. In der Jubiläumsausgabe 50th Anniversary Edition zum 50-jährigen Bestehen des Verlags Avalon Hill kommt Italien als dritte Achsenmacht dazu, und China kann als Verbündeter der USA gespielt werden. In den 1940er Versionen aus dem Jahre 2009/10 sind zudem Australien sowie China als auch Frankreich als eigene Nationen in einer globalen Variante spielbar.

## Besonderheiten
Da das Spiel ein in Deutschland aufgrund des schwierigen Umgangs mit der Geschichte sehr heikles Thema nachstellt, ist es in regulären Spielwarengeschäften kaum zu erwerben.
Bemerkenswert ist, dass, sofern mit der maximalen Spielerzahl gespielt wird, kein einzelner Spieler gewinnen kann, sondern nur das jeweilige Team, also entweder die Achsenmächte („Axis“: Deutschland und Japan) oder die Alliierten („Allies“: Großbritannien, USA und Sowjetunion). In den neueren Auflagen von Axis & Allies kann allerdings mit speziellen Regeln auch ein Einzelsieger gekürt werden. Bei geringerer Spielerzahl werden von den Spielern bis zu drei Nationen kontrolliert.
Aufgrund der sehr komplizierten und ausführlichen Regeln existieren im Internet zahlreiche Foren und Clubs, in denen darüber diskutiert wird, wie genau einzelne Regeln auszulegen sind. Des Weiteren werden vom Hersteller immer wieder Ergänzungen zu den Spielregeln beigelegt, um die umstrittensten Passagen genauer zu klären.
Inzwischen sind mehrere überarbeitete Auflagen erschienen. Seit der Version von 2004 stehen neben den klassischen Einheiten neuerdings auch Artillerie und Zerstörer zur Verfügung. Die Weltkarte weist Neuerungen auf und es gibt ein verbessertes Regelwerk mit „nationalen Vorteilen“ für die einzelnen Parteien. Diese Änderungen wurden in den 1940er Versionen weiter ausgebaut und um Elemente wie beispielsweise Flugplätze oder Häfen erweitert.
Daneben gibt es noch unzählige Erweiterungen und eigenständige Spiele wie „Axis & Allies Europe“, „A&A Pacific“, „A&A D-Day“, „A&A Battle of Bulge“, „Guadalcanal“ und „World at War“, die sich thematisch um die jeweiligen Schauplätze drehen oder den Spielverlauf durch neue Einheiten oder Gegebenheiten interessanter gestalten.
Es gibt auch die Möglichkeit, das Spiel online bzw. PbM (Play by Mail) zu spielen.
Unter der Bezeichnung Axis & Allies Miniatures bzw. Axis & Allies Naval Miniatures bietet Avalon Hill zudem Sammelminiaturenspiele an, bei denen taktische Gefechte im Mittelpunkt stehen.

## Verwandte Spiele
Innerhalb der Gamemaster Serie von Milton Bradley sind noch weitere Spiele erschienen:
- 1984: Broadsides and Boarding Parties von Lawrence H. Harris (das Spiel erschien bereits 1982 bei Citadel Game Systems).
- 1984: Conquest of the Empire von Lawrence H. Harris
- 1986: Shogun alias Samurai Swords von Michael Gray
- 1986: Fortress America von Michael Gray